# ISO 6709
ISO 6709는 경위도와 고도등 좌표 값에 의한 지점 위치의 표현에 대한 국제 표준 규격(ISO)이다. 제목은 'Standard representation of geographic point location by coordinates'로 국제 표준 분류 코드 ICS 35.040이다.
초판 (ISO 6709 : 1983)의 제정 당초는 ISO / IEC JTC 1 / SC 32 (정보 기술을 관장하는 ISO / IEC 첫 합동 전문위원회 내에 설치된 데이터 관리 및 교환을 주관 제 32 분과 위원회)의 소관에 속하여지만 2001년에 지리 정보의 표준화를 관장하는 ISO / TC 211에 이관된 후에 내용을 크게 확장한 제2판 (ISO 6709 : 2008)이 제정되었다.
제2판은 본문과 그 부속서(A-H까지)로 구성된다. 본문 및 부속서 A · C는 구체적인 표현에 의존하지 않는 통칙으로 지점의 표현에 필요한 항목을 정한다. 부속서 D는 휴먼 인터페이스의 표시 형태에 대해 예시한다. 부속서 F · G는 XML 표현을 그리고 예시 부속서 H는 초판의 캐릭터 라인 표현을 확장한 것을 정한다.

## 같이 보기
- 삼각측량